# Lachnomyrmex
Lachnomyrmex is een geslacht van vliesvleugelige insecten van de familie Mieren (Formicidae).

## Soorten
- L. amazonicus Feitosa & Brandão, 2008
- L. fernandezi Feitosa & Brandão, 2008
- L. grandis Fernández & Baena, 1997
- L. haskinsi Smith, M.R., 1944
- L. laticeps Feitosa & Brandão, 2008
- L. lattkei Feitosa & Brandão, 2008
- L. longinodus Fernández & Baena, 1997
- L. longinoi Feitosa & Brandão, 2008
- L. mackayi Feitosa & Brandão, 2008
- L. nordestinus Feitosa & Brandão, 2008
- L. pilosus Weber, 1950
- L. platynodus Feitosa & Brandão, 2008
- L. plaumanni Borgmeier, 1957
- L. regularis Feitosa & Brandão, 2008
- L. scrobiculatus Wheeler, W.M., 1910
- L. victori Feitosa & Brandão, 2008